# Mohammed El Janati
Mohammed El Janati (arab. محمد الجناتي, ur. 30 listopada 1980 w Taouante) – marokański piłkarz, grający jako pomocnik, a po zakończeniu kariery trener.

## Klub

### Początki
Zaczynał karierę w Maghrebie Fez, gdzie występował najpierw w rezerwach (do 2003 roku), a następnie w pierwszym zespole, gdzie spędził następne 6 lat.

### Wydad Fès
1 lipca 2009 roku został graczem Wydadu Fès.
W sezonie 2011/2012 (pierwszym w bazie Transfermarkt) rozegrał 13 spotkań.
W sezonie 2012/2013 zagrał 11 meczów i strzelił gola.
Natomiast w sezonie 2013/2014 raz siedział na ławce rezerwowych.

### Dalsza kariera
1 stycznia 2014 roku został zawodnikiem Raja Beni Mellal. 1 lipca 2016 roku zakończył karierę.

## Reprezentacja
Zagrał jeden mecz w reprezentacji U-23 swojego kraju. Rozegrał go 1 lutego 2004 roku, a przeciwnikiem Maroka była Rosja (wygrana 2:0). El Janati strzelił gola z rzutu karnego w 90. minucie.

## Kariera trenerska
W sezonie 2015/2016 był asystentem trenera w Chababie Mrirt. 20 listopada 2020 roku został zatrudniony w tej samej roli w Wydadzie Fès. Zakończył pracę w sezonie 2022/2023. 1 stycznia 2023 roku został asystentem menadżera w Maghrebie Fez. Zakończył pracę w sezonie 2023/2024.